# Swartzia cuspidata
Swartzia cuspidata är en ärtväxtart som beskrevs av George Bentham. Swartzia cuspidata ingår i släktet Swartzia och familjen ärtväxter. Inga underarter finns listade i Catalogue of Life.